# Stereorachis
Lo stereorachide (gen. Stereorachis) è un tetrapode estinto, appartenente ai pelicosauri. Visse tra il Carbonifero superiore e il Permiano inferiore (circa 302 - 298 milioni di anni fa) e i suoi resti fossili sono stati ritrovati in Francia.

## Descrizione
Questo animale è noto per fossili incompleti e disarticolati, sufficienti tuttavia per permetterne una ricostruzione almeno parziale. Stereorachis doveva essere lungo circa un metro e mezzo, e l'aspetto doveva richiamare quello del più noto Ophiacodon del Nordamerica, vissuto più o meno nello stesso periodo: come quest'ultimo, anche Stereorachis doveva possedere un cranio alto e robusto, mentre la mandibola era profonda soprattutto nella parte posteriore. Come tutti gli ofiacodonti, anche Stereorachis possedeva denti anteriori molto lunghi e simili a pugnali (in particolar modo nella mandibola) e denti posteriori più corti e sottili. 

## Classificazione
I primi fossili di Stereorachis vennero ritrovati nella zona di Igornay, nei pressi di Autun (Francia) e furono descritti per la prima volta da Albert Gaudry nel 1880; lo studioso denominò questi fossili (una lastra di roccia contenente numerose ossa disarticolate) Stereorachis dominans. Un'ulna attribuibile alla stessa specie (e forse al medesimo esemplare) venne descritta qualche anno dopo, nel 1910. Al genere Stereorachis venne attribuita anche la specie S. blanziancensis, nota per un esemplare molto incompleto ritrovato nel bacino di Blanzy-Montceau, ed è possibile che fosse un po' più antica rispetto alla specie precedente (Carbonifero superiore). È possibile, tuttavia, che questo fossile sia ascrivibile a un nuovo genere di pelicosauri (Falconnet, 2014).

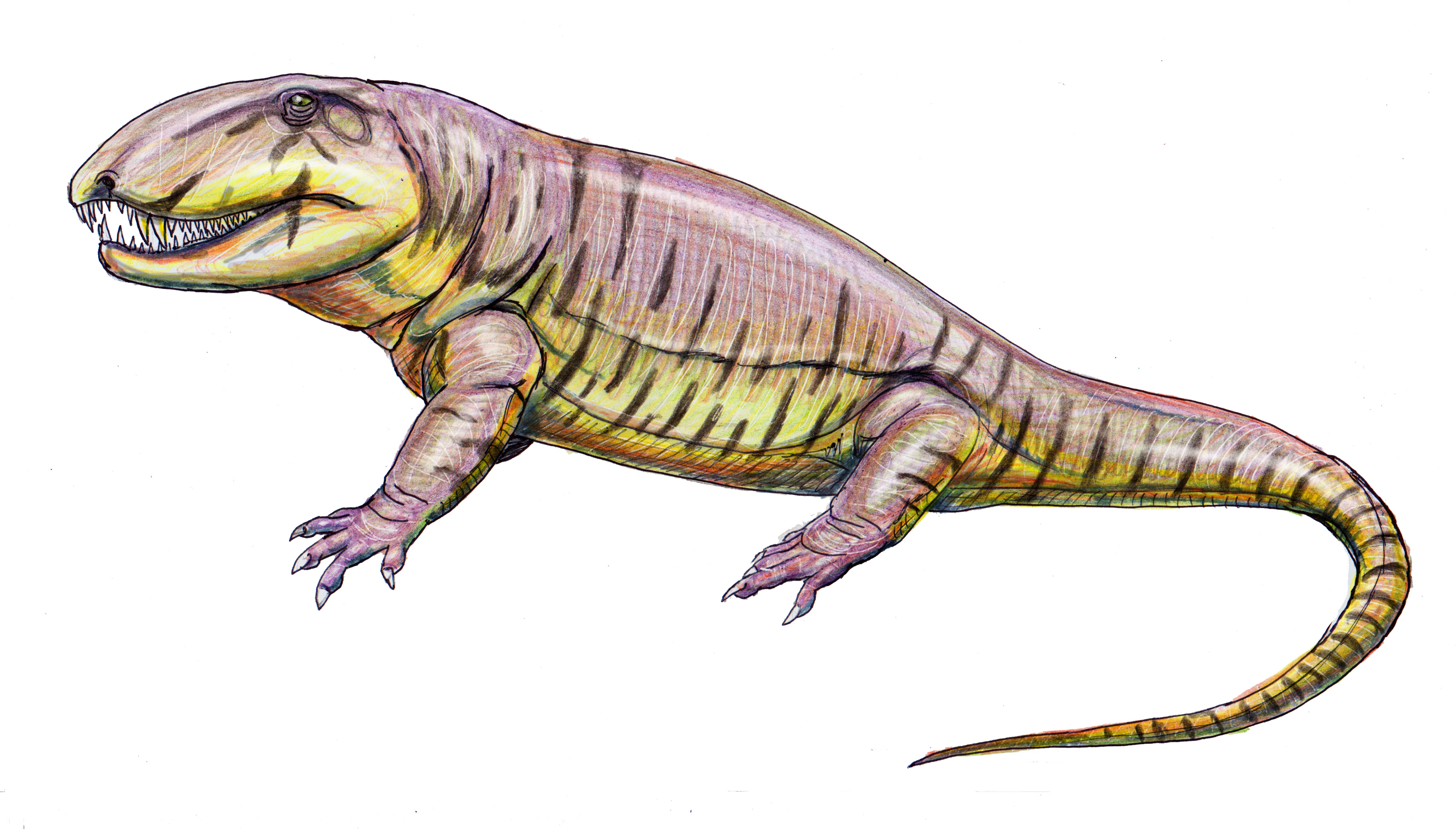
Ricostruzione di Stereorhachis dominans

Stereorachis fa parte degli ofiacodontidi, un gruppo di pelicosauri caratteristici del passaggio Carbonifero/Permiano, tipici del Nordamerica e dell'Europa. Furono tra i primi pelicosauri a possedere i crani alti tipici del gruppo.

## Paleobiologia
Stereorachis doveva essere uno dei più grandi animali del suo ambiente, assieme all'altrettanto enigmatico pelicosauro caseasauro Callibrachion. Probabilmente Stereorachis ricopriva il ruolo di superpredatore del suo ecosistema, costituito da una foresta acquitrinosa dal clima caldo e umido.